# Cordyline petiolaris
Cordyline petiolaris là một loài thực vật có hoa trong họ Măng tây. Loài này được (Domin) Pedley mô tả khoa học đầu tiên năm 1986.

## Hình ảnh

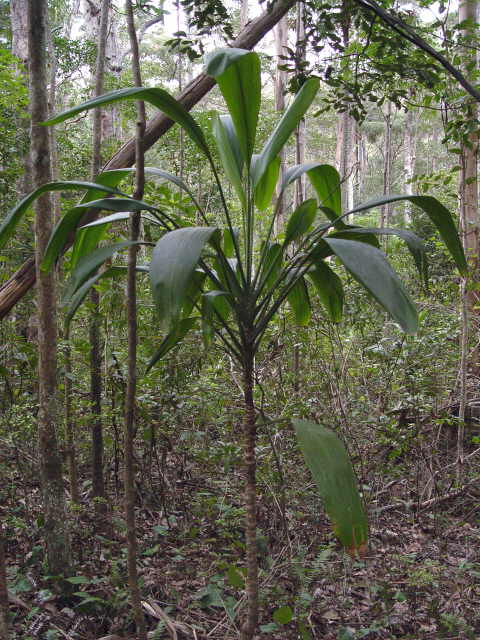
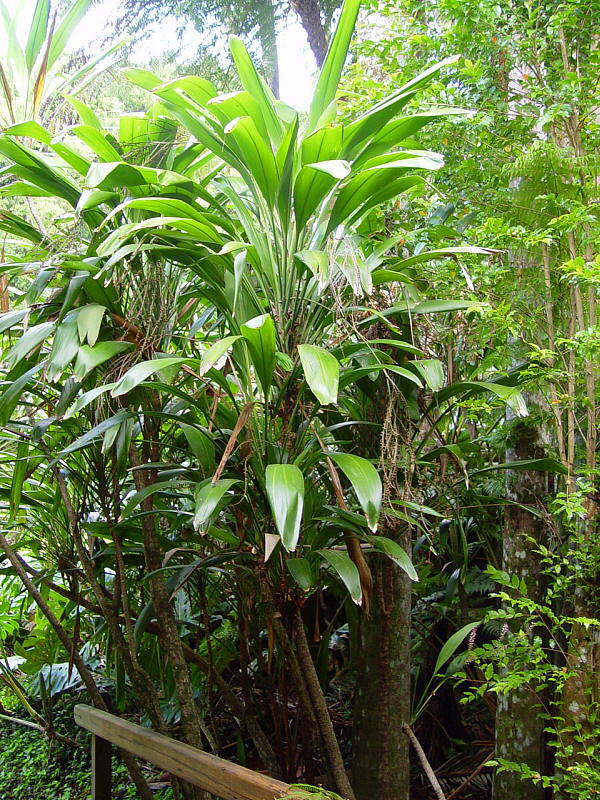
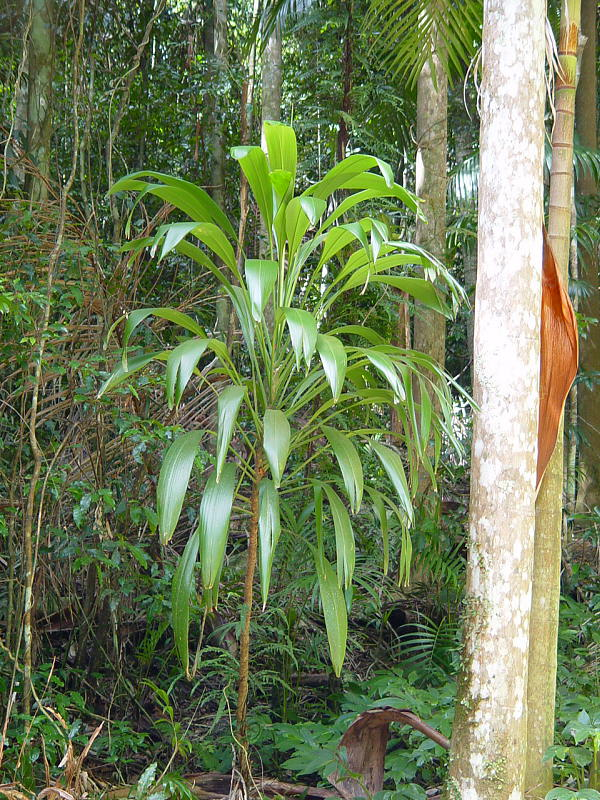
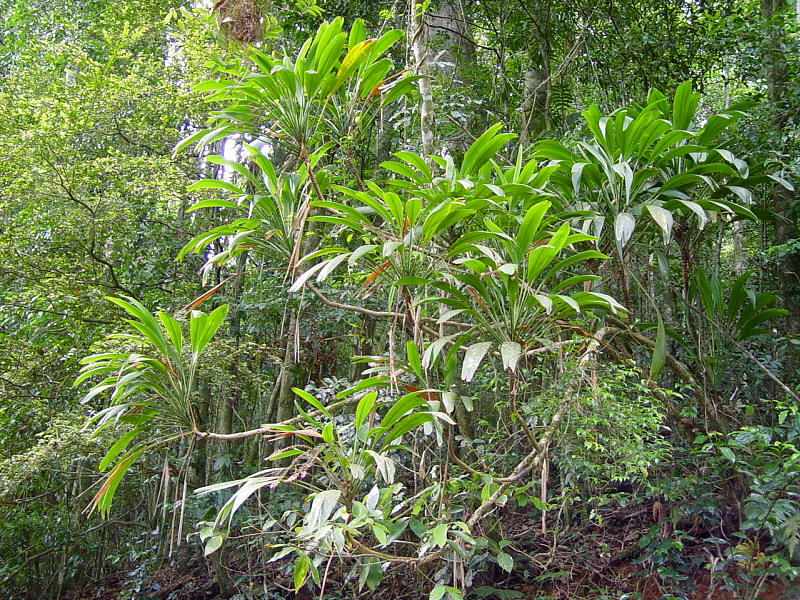